# Oleksandr Chusman
Oleksandr Hryhorowytsch Chusman (ukrainisch Олександр Григорович Хузман, russisch Александр Григорьевич Хузман Alexander Grigorjewitsch Chusman; FIDE-Schreibweise Alexander Huzman; * 10. April 1962 in Schytomyr, Ukrainische SSR) ist ein aus der Ukraine stammender israelischer Schachspieler.
Er spielte für Israel bei fünf Schacholympiaden: von 1996 und 2000 bis 2006. Außerdem nahm er an zwei europäischen Mannschaftsmeisterschaften (1997 und 1999) teil.
Französischer Mannschaftsmeister wurde er in der Saison 2009/10 mit dem Club de L’Echiquier Chalonnais.
Im Jahre 1988 wurde ihm der Titel Internationaler Meister (IM) verliehen. Der Großmeister-Titel (GM) wurde ihm 1991 verliehen.
Chusman wurde trainiert von Michail Trosman. Selber Trainer ist Chusman an der Schachakademie der Shevah-Mofet-High-School in Tel Aviv. Dort hat er zum Beispiel Marsel Efroimski trainiert.
| Hier fehlt eine Grafik, die leider im Moment aus technischen Gründen nicht angezeigt werden kann. Wir arbeiten daran! |